# Super Dodge Ball
Super Dodge Ball, noto in Giappone come Nekketsu Kōkō Dodgeball Bu (熱血高校ドッジボール部?), è un videogioco sportivo di palla schivata sviluppato e pubblicato nel 1987 dalla Technos Japan Corporation come arcade. Tra il 1988 e il 1991 uscirono conversioni per Nintendo Entertainment System, PC Engine, Sharp X68000 e Game Boy.
È il secondo videogioco della serie Kunio-kun, serie che vede come protagonista dei vari giochi la mascotte Kunio.
È inoltre il primo videogioco di successo sul dodgeball (interpretato con il regolamento degli istituti giapponesi) e vanta diversi sequel.
La Arc System Works e altri ne hanno pubblicato emulazioni delle versioni arcade o NES per molte piattaforme più moderne.

## Trama
La versione originale del videogioco arcade Nekketsu Kōkō Dodgeball Bu narra delle vicende di Kunio e della sua squadra di palla schivata, impegnati prima nel torneo nazionale tra scuole giapponesi e successivamente in una competizione mondiale dove rappresenteranno il Giappone.
Se si riesce nell'impresa di vincere il torneo internazionale, Kunio viene premiato con il trofeo da un ninja.
La versione Super Dodge Ball è occidentalizzata e ambientata negli Stati Uniti d'America: si guiderà Dallas nella finale contro Chicago e successivamente si rappresenterà la nazionale statunitense.

## Modalità di gioco
Il gioco segue una particolare interpretazione del regolamento giapponese del Dodgeball scolastico; le due squadre iniziano la partita con quattro giocatori nella propria metà campo e tre giocatori posizionati nella parte esterna della metà campo avversaria; una volta eliminato un elemento della squadra del giocatore esso non verrà rimpiazzato, mentre alcune squadre guidate dalla CPU possono usufruire di riserve che fanno il loro ingresso in campo al posto di un compagno eliminato. 
Un giocatore non viene eliminato direttamente al primo colpo subito, bensì dispone di una quantità di energia non visualizzata che cala quando viene colpito, e quando questa si esaurisce egli viene eliminato trasformandosi in un angelo.
Lo scopo del gioco è quello di eliminare tutti i giocatori avversari presenti nello spazio quadrato dell'altra metà campo colpendoli con la palla. I tre giocatori esterni non si eliminano, ma non contano ai fini della vittoria.
Il campo è mostrato in prospettiva con scorrimento orizzontale.
Si utilizzano due pulsanti per giocare, con funzioni differenti a seconda se la squadra del giocatore attacca o difende.
In fase di attacco con il primo pulsante si scaglia il pallone contro un avversario, con il secondo pulsante si passa il pallone a un compagno, premendo entrambi i pulsanti contemporaneamente si salta con la palla in mano e con due tocchi del controllo direzionale verso la direzione d'attacco si fa correre il proprio giocatore; si può effettuare un tiro in salto al termine di uno sprint in corsa.
In fase di difesa con il primo pulsante si cerca di bloccare il tiro avversario, mentre con il secondo pulsante ci si abbassa nel tentativo di evitare un tiro diretto; anche in questa fase del gioco è possibile correre o saltare per evitare i tiri dell'avversario.
Ci sono tre tipi di giocatori: quelli magri e minuti, quelli bassi di statura e sovrappeso e quelli alti e robusti: Kunio è l'unico della squadra del giocatore che vanta quest'ultima fisionomia, la quale caratterizza i giocatori delle rispettive squadre con il tiro più potente.
I giocatori delle squadre avversarie sono in grado di effettuare dei tiri speciali, quali un tiro con la palla che pulsa e un tiro a campanile dove la palla prende uno strano effetto.
Ogni livello prevede un proprio caratteristico scenario: in Giappone si può notare il Fuji, negli Stati Uniti d'America si gioca su un campo a stelle e strisce con una metropoli sullo sfondo, in Inghilterra (rappresentata dalla bandiera e dai confini del Regno Unito) si gioca a Londra, in Islanda si gioca su un campo ghiacciato con alcuni iglù visibili attorno al campo, in Cina lo scenario è una palestra con una gigantografia di Mao Tse Tung, in Africa (rappresentata dalla bandiera della Repubblica Sudafricana) si gioca in un'oasi.

### Conversione NES
La versione per Nintendo Entertainment System, pubblicata un anno dopo la versione arcade, presenta notevoli migliorie:
- sono stati aggiunti dati anagrafici e statistici per ogni giocatore delle varie squadre
- sono state aggiunte le squadre nazionali di India (dinanzi al Taj Mahal) e Unione Sovietica (sulla Piazza Rossa)
- la rappresentativa dell'Africa è stata cambiata nella squadra nazionale del Kenya
- il giocatore può effettuare tiri speciali
- è presente una modalità "Bean Ball" dove sei giocatori giocano l'uno contro l'altro in un ampio spiazzo non diviso in metà campo

### Conversione PC Engine
Nella versione PC Engine ogni giocatore ha due tipi di tiri speciali, uno in rincorsa e uno in schiacciata, con effetti surreali, come palle superveloci o a zig-zag. Oltre al torneo in sei nazioni è disponibile una modalità "di ruolo", in cui il protagonista deve vendicarsi di una pallonata tiratagli da un alieno; nelle sei nazioni si nascondono sei giocatori alieni travestiti da umani e quando si riesce a smascherare uno di questi l'incontro termina; trovati tutti e sei, si gioca un'ultima partita contro gli alieni su una superficie lunare.

### Conversione Game Boy
La versione Game Boy, uscita solo in giapponese, ha una modalità tutti contro tutti in campo unico come sul NES, mentre viene abbandonata la tematica a nazioni e gli incontri si svolgono in vari generi di cortili.

## Serie
Pur facendo parte della saga Kunio-kun, Super Dodge Ball può vantare una serie personale di sequel strettamente legati allo sport della palla schivata.
Kunio e la sua squadra di Dodgeball rifanno la loro comparsa anche in videogiochi della saga inerenti ad altri sport quali calcio e hockey su ghiaccio.
Seguiti ufficiali:
- Super Dodge Ball (1987)
- Kunio no Dodgeball dayo Zen'in Shuugou! (1993)
- Super Dodge Ball (1996)
- Super Dodge Ball Advance (2001)
- Super Dodgeball Brawlers (2008)

Seguiti non ufficiali:
- River City Dodgeball All-Stars!! (Miracle Kidz, 2007)
- Downtown Nekketsu Dodgeball (Miracle Kidz, 2011)